# Riachuelo (1893)
«Ріачуело» — бразильський броненосець, побудований у 1883 році. Вона була названа на честь битви при Ріачуело в 1865 році. Побудований у Сполученому Королівстві, корабель надійшов на озброєння ВМС Бразилії в 1884 році і залишався на службі до 1910 року.

## Конструкція
«Ріачуело» був побудований після того, як міністр військово-морських сил Бразилії адмірал Хосе Родрігес де Ліма Дуарте представив доповідь національному законодавчому органу, де зокрема йшлося про важливість модернізації бразильського флоту шляхом придбання нових лінійних кораблів з наміром замовити два на британських верфях. «Ріачуело» був побудований компанією Samuda Brothers у Лондоні, закладений 31 серпня 1881 року, спущений на воду 7 червня 1883 року. Трохи менший «Аквідаба» був спущений на воду у 1885 році.
«Ріачуело» був побудований зі сталевим корпусом і був першим лінкором із броньовим поясом компаунд, якщо не враховувати побудованого тією ж фірмою меншого аргентинського броненосця «Альміранте Браун». І «Ріачуело», і «Аквідаба» мали незвичайну конструкцію, яка стала популярною в 1870-х і 1880-х роках: дві головні гарматні башти були розташовані поза центральною лінією ешелоновано, причому передня башта була зміщена до лівого борту, а кормова башта до правого борту. Надбудова проходила по всій довжині судна, вище обох башт, з трьома трубами та трьома повністю оснащеними щоглами. «Аквідаба», у цілому схожого на більший корабель, можна було легко відрізнити завдяки наявності лише однієї труби.

## Історія служби

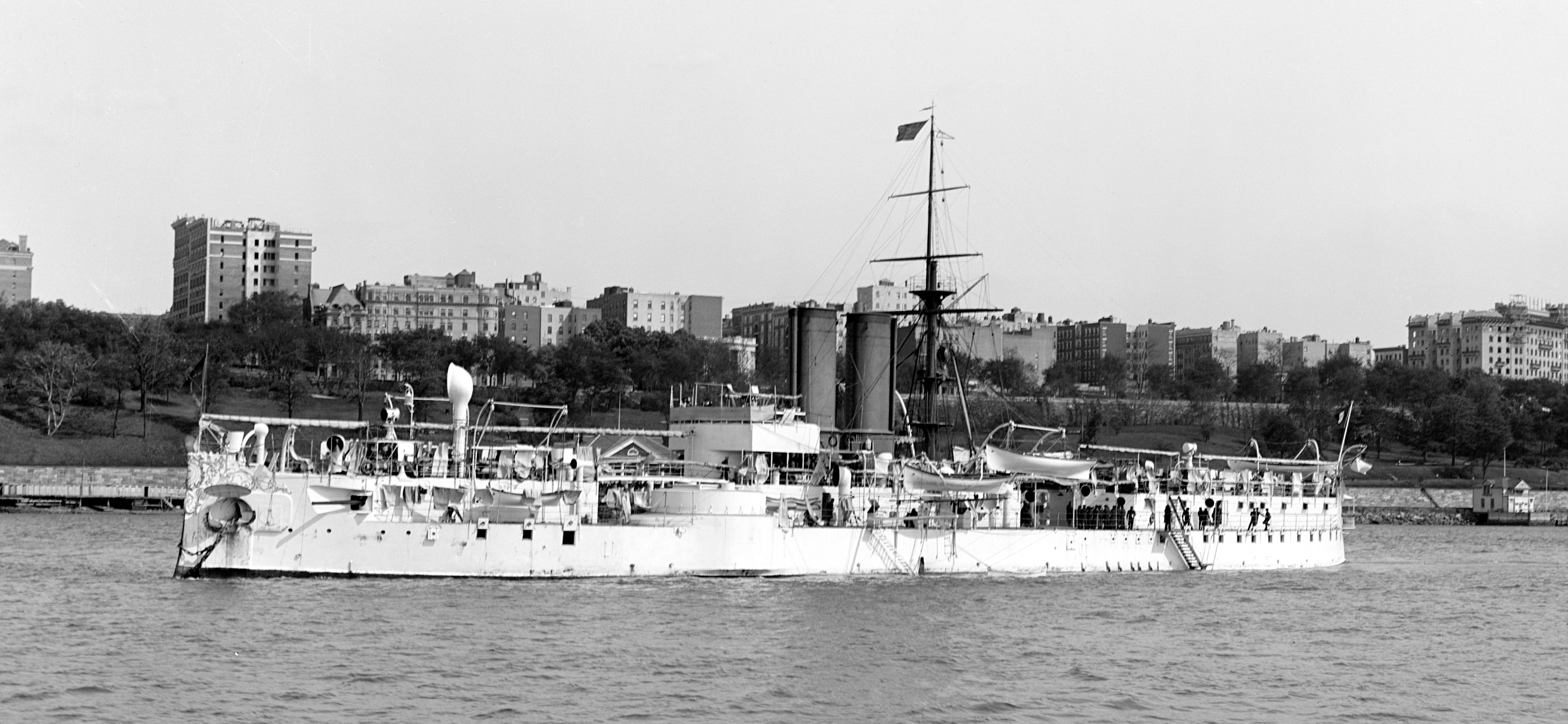
Лінкор «Ріачуело» близько 1907 року

Коли в 1889 році було проголошено Республіку Бразилія, «Ріачуело» супроводжував бразильську імператорську родину у вигнання до Європи. «Ріачуело» та «Аквідаба», два найпотужніші кораблі бразильського флоту, обидва були в доках для ремонту в 1891 році під час першого повстання флоту, очолюваного Кустодіо Хосе де Мелло, який зрештою змусив президента-диктатора, маршала Деодоро да Фонсека подати у відставку, і його замінив віце-президент, маршал Флоріано Пейшото.
«Ріачуело» був модернізований та переозброєний у Тулоні у 1893–94. Структурні зміни корабля включали заміну трьох щогл з вітрильним озброєнням двома бойовими щоглами. «Ріачуело» повернувся до активної служби в 1896 та очолив так звану «Білу ескадру» президента Кампуса Сенеса під час його офіційного візиту в Аргентину у 1900, супроводжуваний крейсерами accompanied by the cruisers «Альміранче Баррозо» та «Тамойо». Останньою важливою місією корабля стала доставка бразильської військово-морської місії для прийому нових лінкорів: «Мінас-Жерайс» і «Сан-Паулу».
«Ріачуело» було дезактивовано в 1910 році та на буксирі відправлено на утилізацію у Європу. Корабель доставилиа до Бонесса, Шотландія, 14 травня 1914 року, для розбору Forth Shipbreaking Co.